# Heike Wolf
Heike Wolf (* 1977 in Bonn) ist eine deutsche Autorin. Sie schreibt historische Romane, Fantasy-Romane und verfasste Spielhilfen für das Pen-&-Paper-Rollenspiel Das Schwarze Auge.

## Leben
Sie wuchs im ostfriesischen Aurich auf, wo sie seit 1980 lebte. Nach dem Abitur 1996 in Aurich studierte sie an der Philipps-Universität Marburg, im Studienjahr 2000/2001 auch an der Universität Paris IV, Geschichte und Klassische Philologie. Seit 2007 arbeitet sie als Lehrerin an einem Gymnasium in Marburg/Lahn. Heike Wolf kam bereits früh mit dem Fantasy-Rollenspiel in Berührung. Während des Studiums 2001 erfuhr eine Geschichte von ihr („Ultima Aetas“) die Veröffentlichung in der Kurzgeschichtensammlung „Zeitenwende“ der Phantastischen Bibliothek Wetzlar. Im Rahmen eines Autorenwettbewerbs beim DSA-Publikationsorgan, dem Aventurischen Boten, wurde im Fanpro-Verlag ein Kurzabenteuer von ihr gedruckt, dem bald weitere folgten. Außerdem arbeitete sie an Spielhilfen mit. Jüngste Veröffentlichung ist der Kampagnenband Rabenblut.
Ihr erster Roman  Spielsteine der Götter erschien beim Phoenix Verlag (Fantasy Productions) als einer der inzwischen zahlreichen DSA-Romane. Zusammen mit Alexander Wichert und Anja Jäcke veröffentlichte sie 2004 ihren zweiten Roman Rabengeflüster.  2010 erschien mit Der Bernsteinbund ihr erster historischer Roman (Aufbau-Verlag), eine Familiensaga aus dem 14. Jahrhundert vor dem Hintergrund der Hanse. Handlungsorte sind Bremen und Lübeck. Heike Wolf ist Mitglied in dem Autorenverein 42er Autoren und im Autorenkreis Historischer Roman Quo Vadis, der sich 2014 auflöste.

## Werke
| Abenteuer - Golgaris Ruf, in: Leichtverdientes Gold - Der Tod eines Drepaniers, in: Im Namen des Thearchen - Das Erbe des Magiers in: Questadores - Der Widerspenstigen Rettung, in: Questadores - Unter Skorpionen, in: Basargeschichten - Der unsichtbare Tod, in: Basargeschichten - Chalwens Thron, in: Strandgut - Rabenblut, Ulisses-Spiele 2011, ISBN 3-86889-120-X | Romane - Historische Romane: - Der Bernsteinbund, Aufbau-Taschenbuch, Berlin 2010, ISBN 3-7466-2609-9 - Die Tote im Nebel, historischer Kriminalroman, Gmeiner, 2013 - Das Schwarze Auge: - Spielsteine der Götter – DSA-Roman. Fantasy Productions, Erkrath 2004, ISBN 3-89064-591-7 - Rabengeflüster – DSA-Roman. Fantasy Productions, Erkrath 2004, ISBN 3-89064-515-1 - Rabenerbe – DSA-Roman. Ulisses Spiele, Waldems 2017, ISBN 3-95752-651-5 - Rabenbund – DSA-Roman. Ulisses Spiele, Waldems 2017, ISBN 3-95752-691-4 | Spielhilfen - Handelsfürsten und Wüstenkrieger (Mitarbeit) - In den Dschungeln Meridianas (Mitarbeit) - Land der ersten Sonne (Mitarbeit) - Im Reich des Roten Mondes (Mitarbeit) |